# Provincias históricas de Suecia
Las provincias de Suecia (del sueco: landskap) son una antigua organización territorial de carácter histórico, geográfico y cultural. Suecia contaba con 25 provincias que actualmente no tienen ninguna función administrativa, pero siguen siendo un legado histórico y un medio de identificación cultural. 
Varios de ellas eran subdivisiones de Suecia hasta 1634, cuando fueron reemplazadas por las provincias administrativas de Suecia (del sueco: län). Algunas fueron conquistadas después a Dinamarca y Noruega. Otras, como las provincias de Finlandia, se perdieron luego de la guerra con Rusia. Laponia es la única provincia adquirida por colonización. 
En algunos casos, los actuales condados administrativos se corresponden casi exactamente con las antiguas provincias, como es el caso de Blekinge y el Condado de Blekinge y Gotland, que es tanto una provincia, un condado y una municipalidad. Aunque no corresponde exactamente con la provincia, el municipio de Härjedalen junto con Gotland es el único municipio con igual nombre que una provincia. En otros casos, no lo hacen, lo que a su vez aumenta la importancia cultural de las provincias. Además, las unidades administrativas están sujetas a continuas modificaciones —varios de los nuevos municipios, por ejemplo, se crearon en la década de 1990—, mientras que las provincias han tenido sus fronteras históricas establecidas durante siglos. 
Las provincias de Suecia todavía se usan en conversaciones coloquiales y como referencias culturales: por ejemplo, decir «Småländskt glasblåseri», refiriéndose al soplado de vidrio en la provincia de Småland, es una fórmula aceptada, no siéndolo «Kalmarskt glasblåseri» en la que la referencia es el condado. Las provincias de Suecia, por tanto, no puede ser consideradas como un concepto anacrónico. La principal excepción es Laponia, donde la población se ve a sí misma como parte de Västerbotten o Norrbotten, una división basada en los condados.

## Provincias
Junto al nombre en sueco se acompaña la forma latina.
- Blekinge (Blechingia)
- Bohuslän (Bahusia)
- Dalarna (Dalecarlia)
- Dalsland (Dalia)
- Gotland (Gotlandia)
- Gästrikland (Gestricia)
- Halland (Hallandia)
- Hälsingland (Helsingia)
- Härjedalen (Herdalia)
- Lappland (Laponia)
- Medelpad (Medelpadia)
- Norrbotten (Norbothnia)
- Närke (Nerike)
- Skåne (Escania)
- Småland (Smolandia)
- Södermanland (Sudermannia)
- Uppland (Uplandia)
- Värmland (Wermlandia)
- Västmanland (Vestmannia)
- Västerbotten (Vestrobothnia)
- Västergötland (Westrogothia)
- Ångermanland (Angermannia)
- Öland (Olandia)
- Östergötland (Ostrogothia)

## Historia

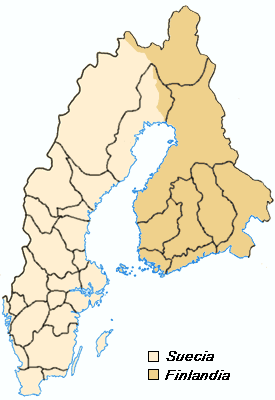
Provincias de Suecia de 1658 a 1809.

Los orígenes de la división provincial pueden hallarse en los pequeños reinos que fueron poco a poco incorporándose al rey de Suecia durante el proceso de consolidación de Suecia. Hasta que Magnus IV de Suecia promulgó una ley para el país en 1360, cada una de estas tierras aún tenía sus propias leyes con su propia asamblea y se regían a sí mismos. Las provincias históricas se establecieron como ducados, pero las provincias recién conquistadas tenían el estatus de ducado o condado, en función de su importancia. 
De las conquistas hechas después de la separación de la Unión de Kalmar en 1523, sólo algunas se incorporaron como provincias. La mayoría de las adquisiciones permanentes lo fueron por el Tratado de Roskilde en 1658, en que la antigua danesa Escania —las provincias de Skåne, Blekinge, Halland y Gotland— junto con las noruegas Bohuslän, Jämtland y Härjedalen, se convirtieron en suecas y poco a poco fueron integradas. Otros territorios extranjeros fueron considerados como dominios de Suecia bajo soberanía del monarca sueco, en algunos casos con una duración de dos o tres siglos. Noruega tuvo una unión personal con Suecia desde 1814 a 1905, pero nunca se convirtió en parte integrante de Suecia. 
La división de Västerbotten que tuvo lugar con la cesión de Finlandia fue la causa de que Norrbotten emergiera como Condado de Norrbotten, y, finalmente, fuese reconocidos como una provincia de pleno derecho. Se le concedió un escudo de armas en 1995. 

### Historia de las regiones

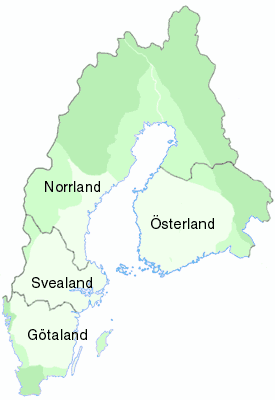
Regiones históricas suecas.

Suecia se dividía históricamente en cuatro regiones o «tierras» (lands): 
- Götaland (Suecia)
- Svealand (Suecia)
- Norrland (Suecia)
- Österland (actualmente en Finlandia)

Götaland y Svealand, eran pequeños reinos antes de 1000 a. C.: la principal tribu de Götaland eran los gautas, la principal tribu de Svealand eran los Suiones (o los "históricos suecos"). Norrland fue la denominación para todas las partes no exploradas del norte. Österland (nombre actualmente en desuso) en Finlandia, era parte integrante de Suecia, pero en 1809 fue anexionada por Rusia como Gran Ducado de Finlandia, y desde 1917 es un territorio independiente, Finlandia. Los límites de estas regiones han cambiado varias veces a lo largo de la historia y Norrland, Götaland y Svealand son regiones informales de Suecia, un conjunto de provincias históricas sin entidad administrativa.

## Heráldica
En el funeral del rey Gustavo I de Suecia en 1560 algunas primeras versiones de escudos de armas de las provincias se mostraron juntos por primera vez, la mayoría de ellos creados para esa ocasión. Erico XIV de Suecia estableció el cortejo fúnebre de Gustavo I sobre la base de los funerales renacentistas de influyentes duques alemanes en territorio continental, que a su vez, pudieron basarse en el estilo del cortejo fúnebre de Carlos V, Santo Emperador romano, en que las banderas se utilizaron para representar cada una de los territorios en una larga lista de títulos del muerto. Teniendo solo tres banderas como representación de las entidades Svealand, Götaland y los wendos mencionados en el título, «Rey de Suecia, los godos y los wendos», el cortejo hubiera desmerecido en comparación con las pomposas muestras de poder ducal en el continente, por lo que las banderas fueron rápidamente creadas para representar a cada una de las provincias. En el funeral de Carlos X Gustavo de Suecia se añadieron más banderas a la procesión, a saber, el escudo de armas de Estonia, Livonia, Ingria, Narva, Pomerania, Bremen y Verden, así como el escudo de armas para las ciudades alemanas Cléveris, Sponheim, Jülich, Ravensburg y Baviera. 
Dado que la mayoría de las provincias históricas suecas no tenían fijado escudo de armas en el momento de la muerte de Gustavo I, fueron creados sin demora y aprobados. Sin embargo, algunos de los escudos de armas diseñados para la ocasión tuvieron poca fortuna, como el uso del castor elegido para representar a Medelpad, el glotón en el escudo de armas de Värmland o la rosa que adorna el escudo de armas de Småland. Östergötland estuvo en la ocasión representada por dos escudos de armas, uno con un dragón para Västanstång y un león para Östanstång. El actual escudo de armas de Östergötland fue creado en 1884. El salvaje que representa Lappland no se utilizó en la procesión de Gustavo I, pero fue adoptado como escudo de armas en el cortejo fúnebre de Carlos IX de Suecia en 1612, siendo el salvaje inicialmente negro. El actual escudo de armas de Lappland, con un rojo, club portadora de hombre, se creó en 1949. La representación de escudos de armas que aparece a continuación no es la del cortejo fúnebre de banderas, y se compone de las invenciones más recientes, muchas creadas durante un período de nacionalismo romántico en el siglo XIX. 
Después de la separación de Suecia y Finlandia las tradiciones para los respectivos escudos de armas provinciales divergieron, más notablemente a raíz de una orden del Consejo Privado de Suecia de 18 de enero de 1884. Esté estableció que todos los escudos de armas de las provincias suecas llevasen la corona ducal, mientras que las armas provinciales finlandesas distinguían entre ducal y dignidad de condado. Una complicación más es que la representación de los ducados y condados finlandeses se asemeja mucho a las coronas suecas de un orden inferior, es decir, a los condado y baronatos. La división de Laponia necesitaría una distinción entre el sueco y el finlandés armas. 

### Götaland
Götaland consta de diez provincias históricas situadas en la parte meridional de Suecia. Hasta 1645 Gotland y Halland fueron partes de Dinamarca. Por otra parte, hasta 1658, Blekinge y Escania fueron partes de Dinamarca y Bohuslän parte de Noruega.
| Bohuslän       | Blekinge | Dalsland      | Gotland | Halland      |
| Skåne (Scania) | Småland  | Västergötland | Öland   | Östergötland |

### Svealand
Svealand se compone hoy de las siguientes seis provincias.
| Dalarna | Närke | Södermanland | Uppland | Värmland | Västmanland |

### Norrland
Norrland se compone hoy de nueve provincias. Hasta 1645 las provincias de Jämtland y Härjedalen fueron partes de Noruega. La Laponia sueca estuvo unida con la Laponia finlandesa en la Laponia hasta 1809. Norrbotten se desarrolló como provincia de pleno derecho durante el siglo XIX.
| Ångermanland | Gästrikland | Hälsingland | Härjedalen | Jämtland | Lappland | Medelpad | Norrbotten | Västerbotten |